# Ilha Black
A ilha Black é uma ilha do arquipélago de Ross, a oeste da ilha White. Descoberta pela expedição Discovery recebeu o seu nome pela ausência de neve então verificada. A ponta norte da ilha abriga a principal instalação de telecomunicações (automática) da Estação McMurdo, na ilha de Ross, que fica próxima.
A ilha Black tem origem vulcânica e consiste em vários domos de lava traquíticose cones piroclásticos basálticos. A datação potássio-árgon das rochas vulcânicas da ilha Black atribui-lhes idades entre 1,69 e 3,8 milhões de anos.